# Theodolinda Hahnsson
Theodolinda Hahnsson, född Limón 1 februari 1838 i Tyrvis, död 20 april 1919 i Helsingfors, var en finländsk författare, den första kvinnliga författaren som skrev på finska. Hon gav ut romantisk-idylliska, livliga skildringar av livet på landet. Hennes verk anses konventionella och moraliserande, idealiserande och patriotisk-kristliga. Hon var gift två gånger.